# Izz al-Din Aybak
Izz al-Din Aybak, död 1257, var en egyptisk monark. Han var regerande sultan i Mamluksultanatet Egypten mellan 1250 och 1257.